# Elmiro Mendes
Elmiro Borges da Costa Mendes (Angra do Heroísmo, 30 de julho de 1905 — Angra do Heroísmo, 3 de setembro de 1954) foi um professor liceal, político e intelectual açoriano, ligado aos anos iniciais do regime do Estado Novo. Foi dirigente local da União Nacional, presidente da Câmara Municipal de Angra do Heroísmo e exerceu por diversos cargos administrativos de relevo.

## Biografia
Nasceu na cidade de Angra do Heroísmo, onde no respectivo Liceu Nacional concluiu o ensino secundário. Empregou-se de seguida como funcionário administrativo da Caixa Económica da Santa Casa da Misericórdia de Angra do Heroísmo, funções que abandonou pouco tempo depois para se fixar em Coimbra, onde se matriculou no curso de Ciências Histórico-Filosóficas, que concluiu em 1932.
Concluído o curso, enveredou pelo ensino liceal, sendo nomeado professor efectivo de História e Filosofia do Liceu Nacional de Angra do Heroísmo, do qual foi vice-reitor, e director da Escola do Magistério Primário de Angra do Heroísmo, estabelecimento que ao tempo era anexo àquele liceu. Como docente era considerado notável pela qualidade das suas aulas. Publicou alguns trabalhos sobre matérias pedagógicas.
Integrou o grupo de intelectuais que na década de 1940 promoveram um renascimento cultural açoriano de inspiração regionalista. Em 1942 foi um dos sócios fundadores do Instituto Histórico da Ilha Terceira e deixou importante colaboração dispersa na imprensa periódica, nomeadamente no jornal A União. 
Foi um dos mais activos apoiantes da Ditadura Nacional e do nascente Estado Novo, o que deu origem a uma intensa carreira política, interrompida pela sua morte prematura. Foi vice-presidente da comissão administrativa da União Nacional em Angra do Heroísmo, presidente da Câmara Municipal de Angra do Heroísmo, governador civil do Distrito Autónomo de Angra do Heroísmo, presidente da comissão administrativa da Junta Geral de Angra do Heroísmo (2 de janeiro de 1939 a 8 de março de 1940) e presidente da Junta Autónoma dos Portos de Angra do Heroísmo, cargo que ocupava quando faleceu.